# 備前の頓宮氏

## 概要
1221年頃、近江から六原探題の使節として現在の岡山県地域の備前國へ送られる。地頭職を得て藤野を拠点に和気郡に入る。鎌倉幕府の滅亡後、現在の邑久町の福岡という地域に築いた城を拠点に福岡合戦が繰り広げられる。江戸に入ると、領主の弥三郎が備前焼の生産・流通も管理していたため、頓宮氏含めた6姓のみに生産できる窯元を制限した。

## 歴史
| 人物                              | 西暦       | 和暦     | 地域                                  | 主な出来事 |
| --------------------------------- | ---------- | -------- | ------------------------------------- | --- |
| 頓宮清観と 頓宮肥後彦六朗         | 1221年     | 元亨元年 | 備前国                                | 承久3年（1221年）の承久の乱ののち、六波羅探題の沙汰付などの裁決執行の役割を任命される。頓宮肥後守藤原盛氏の法師法名道観の名が見られることから、頓宮氏は在京御家人であった可能性も見られる。 |
| 頓宮清観と 頓宮肥後彦六朗         | 1263年     | 弘長3年  | 備前国和気郡                          | 頓宮氏を含め、外部から送られた使節団が次々に地頭職を得て備前国和気郡に入る。特に、伊賀光幸、頓宮清観、松田盛経らは六波羅探題の使節（国内における所領相論の検分・現地執行官）として重要な役割を担った。 |
| 頓宮肥後六郎義綱                  | 1300年     | 正安2年  | 藤野保 （岡山県和気町）               | 『当国の豪族にして、嘉元の頃、藤野保の地頭に頓宮肥後六郎義綱あり（省略）』とあり、和気町の藤野が拠点であったと推測できる。 後の1340年（暦王3年）の東寺百合文書には「備前国福岡吉井村の地頭職について」などの足利尊氏等からの福岡荘へ向けた御判御教書が発行される。                                                                               |
| 頓宮肥後三郎左衛門義嗣            | 1300年     | 正安2年  | 藤野保 （岡山県和気町）               | 『当国の豪族にして、嘉元の頃、藤野保の地頭に頓宮肥後六郎義綱あり（省略）』とあり、和気町の藤野が拠点であったと推測できる。 後の1340年（暦王3年）の東寺百合文書には「備前国福岡吉井村の地頭職について」などの足利尊氏等からの福岡荘へ向けた御判御教書が発行される。                                                                               |
| 頓宮又次郎                        | 1333年     | 元弘3年  | 京都                                  | 現在に渡って日本刀の産地として有名な備前市であり、頓宮親子の太刀の腕の良さについても言及されているが、惜しくも元弘の乱にて敗れてしまう。 |
| 頓宮三郎                          | 1333年     | 元弘3年  | 京都                                  | 現在に渡って日本刀の産地として有名な備前市であり、頓宮親子の太刀の腕の良さについても言及されているが、惜しくも元弘の乱にて敗れてしまう。 |
| 頓宮四郎左衛門                    | 1336年     | 建武3年  | 三石城 （備前市三石）                 | 鎌倉幕府滅亡後の建武三年（1336年）初頭、後醍醐天皇方に敗れた足利尊氏と代わって宿老である石橋和義を三石城に入城し、備前国内の軍事統率者（当国大将軍）とさせる。そして、松田一族、佐々木一族、頓宮、内藤、三野氏らが守護として指揮下に置かれる（参 11 ～ 13）。                                                                                    |
| 頓宮四郎左衛門                    | 1483年     | 文明15年 | 福岡奥之城、福岡城 （瀬戸内市邑久町） | 福岡奥之城、福岡城を舞台に福岡合戦が5年に渡った繰り広げられる。 福岡奥之城（別称：岡城・稲荷城・稲荷山・中島山・奥の城）について、近世地誌類には、赤松淡路守満弘、小鴨大和守、頓宮四郎左衛門、赤松（浦上）紀（喜）三郎則國、浦上伯耆守基景、浦上豊前守などが居城と記されている。瀬戸内市長船町福岡に位置し、半壊の城跡地は現在社寺となっている。 |
| 頓宮肥後弥三郎入道 （吉井弥三郎） | 1600年ごろ | 江戸     | 備前市                                | 備前焼は、古墳時代の須恵器（すえき）の製法が次第に変化したものであり、江戸時代になると藩の保護・統制もあり小規模の窯が統合され、南・北・西に本格的大規模な共同窯（大窯）が築かれ、窯元六姓（木村・森・頓宮・寺見・大饗・金重）による製造体制が整った。現在では、姓による職業選択の制限がないものの6姓出身の作家は多い。                          |
| 頓宮五郎左衛門                    | 1852年     | 嘉永5年  |                                       | 『先祖并御奉公之品書上』が岡山大学附属図書館所蔵池田家文庫に保存される。 |